# Coccyzus
Coccyzus es un género de aves cuculiformes perteneciente a la familia Cuculidae propias de América, desde Canadá hasta el norte de Argentina.

## Especies
El género Coccyzus incluye las siguientes especies:
- Coccyzus erythropthalmus - cuclillo piquinegro;
- Coccyzus americanus - cuclillo piquigualdo;
- Coccyzus euleri - cuclillo ventriblanco;
- Coccyzus minor - cuclillo del manglar;
- Coccyzus ferrugineus - cuclillo de isla del Coco;
- Coccyzus melacoryphus - cuclillo canela;
- Coccyzus lansbergi - cuclillo cabecigrís;
- Coccyzus merlini - cuco lagartero cubano;
- Coccyzus vieilloti - cuco lagartero portorriqueño;
- Coccyzus vetula - cuco lagartero jamaicano;
- Coccyzus longirostris - cuco lagartero de La Española;
- Coccyzus pluvialis - cuco picogordo de Jamaica;
- Coccyzus rufigularis - cuco picogordo de La Española.